# The Grey Fox
The Gray Fox (bra: A Raposa Cinzenta) é um filme canadense de 1982, do gênero faroeste biográfico, dirigido por Phillip Borsos, com roteiro de John Hunter baseado na história real de Bill Miner, criminoso americano que realizou o primeiro assalto a trem no Canadá, em 10 de setembro de 1904.

## Prêmios e indicações
| Prêmio             | Categoria                | Recipiente         | Resultado |
| ------------------ | ------------------------ | ------------------ | --------- |
| Globo de Ouro 1984 | Melhor filme estrangeiro |                    | Indicado  |
| Globo de Ouro 1984 | Melhor ator - drama      | Richard Farnsworth | Indicado  |

## Elenco
- Richard Farnsworth como Bill Miner / George Edwards
- Jackie Burroughs como Katherine 'Kate' Flynn
- Ken Pogue como Jack Budd
- Wayne Robson como Shorty (William) Dunn
- Timothy Webber como Sargento Fernie
- Gary Reineke como Pinkerton Detective Seavy
- Sean Sullivan como Editor do jornal

## Recepção da crítica
O filme tem 100% de aprovação no Rotten Tomatoes, com nota 7,8/10 baseada em 29 avaliações. O consenso geral diz: "The Gray Fox toma liberdades com a história da vida real que a inspirou, mas o objetivo do diretor Philip Borsos é verdadeiro - assim como o trabalho de Richard Farnsworth no papel-título".